# If... (album)
Pour les articles homonymes, voir If.
Albums de Bernard Lavilliers
Voleur de feu
(1986) Solo
(1991)
Singles
1. On the Road Again
Sortie : 21 mars 1988
2. R & B (Rouge Baiser)
Sortie : 20 juin 1988
3. Petit
Sortie : 5 septembre 1988
4. Nicaragua
Sortie : 30 janvier 1989

If... est un album studio de Bernard Lavilliers sorti en 1988.
La chanson titre est une adaptation du poème If de Rudyard Kipling, dans la traduction de Paul Éluard. Ou plus exactement dans la version d'André Maurois.

## Titres
1. If... (Rudyard Kipling / Bernard Lavilliers)
2. Santiago (Bernard Lavilliers)
3. On the Road Again (Bernard Lavilliers / Sebastian Santa Maria)
4. Bad side (Bernard Lavilliers)
5. Promesses d'un visage (Charles Baudelaire / Bernard Lavilliers)
6. Nicaragua (Bernard Lavilliers / Christian Gaubert)
7. Haïti couleurs (Bernard Lavilliers)
8. Nord-sud (Bernard Lavilliers)
9. Petit (Bernard Lavilliers / Pascal Arroyo)
10. Tu es plus belle que le ciel et la mer (Blaise Cendrars / Bernard Lavilliers)
11. R & B (Rouge baiser) (Bernard Lavilliers / Sebastian Santa Maria)
12. Citizen Kane (Bernard Lavilliers / Sebastian Santa Maria)
13. Cri d'alarme  (Bernard Lavilliers / Sebastian Santa Maria)